# ライブドア (2022年設立の企業)
株式会社ライブドア（livedoor Co., Ltd.）は、ミンカブ・ジ・インフォノイド傘下の日本のIT企業。同名のインターネットメディアを中心とする事業を手掛ける。

## 会社概要
2022年9月28日、LINE（現・Z中間グローバル）が2010年にライブドア（3代目法人、現・NHNテコラス）から引き継いだポータル・メディア事業のうち、「ライブドアブログ」「livedoor ニュース」「Kstyle」などを吸収分割（分社化）したうえで、同年12月28日付でミンカブに売却することに合意した。ミンカブへの売却価格は約71億円とされる。
当社は、LINEから前述の3サービスなどを引き継ぐ完全子会社として、2022年10月7日付で設立された。
2代目法人の経営者であった堀江貴文が2023年2月14日に当社のエグゼクティブ・アドバイザーに就任している。

## 主な事業
メディア事業
- livedoor（ポータルサイト）
  - livedoor Blog
  - livedoor ニュース
- Kstyle
- Peachy
- MINKABU
  - みんかぶChoice
- SOCCER KING
- BASKETBALL KING
- BASEBALL KING
- VOLLEYBALL KING
- 超WORLDサッカー！
- toto1
- アスミチ
- ULTREX by livedoor News

ライフサービス事業
- livedoor グルメ
- livedoor ショッピング
- livedoor Bank
- livedoor MOBILE

その他
- Sportivo - 多目的スポーツコートおよびスポーツスクールの運営

## 年表
- 2022年
  - 9月28日 - LINE株式会社が運営するlivedoor事業の新設子会社への吸収分割（分社化）と、同年12月28日付での新設子会社の株式会社ミンカブ・ジ・インフォノイドへの売却に合意。
  - 10月7日 - 株式会社ライブドア（4代目法人）設立。LINEからlivedoor事業を引き継ぎ。
  - 12月28日 - ミンカブ・ジ・インフォノイドへのライブドアの譲渡手続きが完了[1]。
- 2023年
  - 2月14日 - CWS Brainsの買収並びにGINKANが運営しているシンクロライフ事業の譲渡で合意したことを発表[4]。
  - 3月31日 - 株式会社コーエーテクモホールディングスが保有するCWS Brains株式会社の全株式の取得を完了し、完全子会社化
  - 4月1日 - ミンカブ・ジ・インフォノイドのメディア事業部門を会社分割により株式会社ライブドアへ統合。
  - 4月1日 - 株式会社ライブドアが株式会社ALISを吸収合併[5]。
  - 4月1日 - 株式会社GINKANのシンクロライフ事業を承継した株式会社シンクロライフの全株式の取得を完了し、完全子会社化
  - 6月13日 - ライブドアニュースにおいて、高品質な日本語ニュース記事の要約を提供するための新機能「ざっくりポン」のβ版をリリース[6]
  - 8月1日 - 株式会社ライブドアが株式会社シンクロライフを吸収合併
  - 9月 - 株式会社ライブドアが保有するCWS Brains株式会社の発行済株式の全部を親会社・株式会社ミンカブ・ジ・インフォノイドに譲渡[7]
  - 9月 - AIによる24時間ニュース配信YouTubeチャンネル「ライブドアニュース24」β版をリリース[8]
  - 11月10日 - エックスモバイル株式会社と連携した携帯電話（MVNO）サービス「livedoor MOBILE（ライブドアモバイル）」及び推し活を支援するプライムパス「推しパス」の提供を開始[9]
- 2024年
  - 3月18日 - 株式会社ネットプライスが提供するECプラットフォームを活用したECサービス「livedoorショッピング（ライブドアショッピング）」を開始[10][11]
  - 3月19日 - 住信SBIネット銀行株式会社と協業し、同社が提供する「NEOBANK」を活用したデジタル金融サービス「ライブドアバンク」を開始[12][13]
  - 10月1日 - 株式会社シーソーゲーム（旧：CWS Brains株式会社および株式会社フロムワン）を吸収合併[14]。
- 2025年
  - 時期未定 - 親会社の株式会社ミンカブ・ジ・インフォノイドへ吸収合併され解散[15][16]